# George Downing Liveing
George Downing Liveing FRS (21 de diciembre de 1827 – 29 de diciembre de 1924) fue un químico y espectroscopista inglés.

## Primeros años
Liveing nació en Nayland, Suffolk. Era el hijo mayor del Dr. Edward Liveing (1795-1843) y de Catherine Mary Downing (1798-1872).

## Carrera académica
Se formó en el Saint John's College (Cambridge), ganando su título de grado en 1850 y una maestría en 1853. Más adelante sería galardonado con un doctorado honorario en ciencias en 1908. En 1853 el St John's College fundó para él un Consejo de la Universidad de Química y construyó para su uso un laboratorio detrás de New Court. Fue miembro de la universidad, y en 1911 fue elegido como su presidente, cargo que ocupó hasta su muerte en 1924. De 1860 a 1880 trabajó en la Real Academia de Sandhurst como profesor de química, y más adelante regresó a su antiguo puesto como profesor de química en la Universidad de Cambridge de 1880 a 1908.
Fue elegido Miembro de la Royal Society en 1879. Ganó la Medalla Davy en 1901 "por sus contribuciones a la espectroscopia".

## Vida personal
Se casó en 1860 con Catherine Ingram. Murió en el Boxing Day de 1924, a la edad de 97 años, como resultado de haber sido derribado por un ciclista mientras caminaba hacia su laboratorio. Fue enterrado en el Ascension Parish Burial Ground de Cambridge, junto a su difunta esposa, que había muerto en 1888.